# Kate Hooper
Kate Hooper (Auckland, 26 de fevereiro de 1978) é uma jogadora de polo aquático australiana, nascida na Nova Zelândia, campeã olímpica.

## Carreira
Kate Hooper fez parte da geração medalha de ouro em Sydney 2000.